# 平安名埼灯台
平安名埼灯台（へんなさきとうだい）は、沖縄県宮古島市の宮古島の東平安名岬に建つ大型灯台である。

## 概要
宮古島の東南端から東南に突き出した長さ約2km、幅約200mの細長い岬の突端に建つ灯台である。「日本の灯台50選」に選ばれている。また、灯台を含む東平安名岬は国の名勝に指定されており、灯台周辺は「日本の都市公園100選」にも選定されている。
立地する場所は「東平安名崎」または「東平安名岬」とも表記されるが、本灯台の正式名称は平安名埼灯台である。

## 歴史
- 1967年（昭和42年）3月27日 - 設置、初点灯[3]。当初は琉球政府が管理しており、東平安名埼灯台と呼ばれた。
- 1972年（昭和47年）5月15日 - 本土復帰に伴い、管理業務が海上保安庁に引き継がれ[4]、名称も平安名埼灯台に改名された。
- 1996年（平成8年）11月1日 - 参観灯台として一般公開を開始[5]。
- 2011年（平成23年）12月12日 - 工事のため一般公開を一時中止[6]。
- 2014年（平成26年）10月6日 - 平安名埼灯台が所在する区域を名勝「東平安名崎」に追加指定[7][8]。

## 一般公開
日本最南端の参観灯台（中学生以上300円）であり、灯室部分までの97段の螺旋階段を登り、踊り場に出て東平安名岬や東シナ海、太平洋を見渡すことができる。

## 交通
- 宮古空港から車で約30分[3]

## ギャラリー

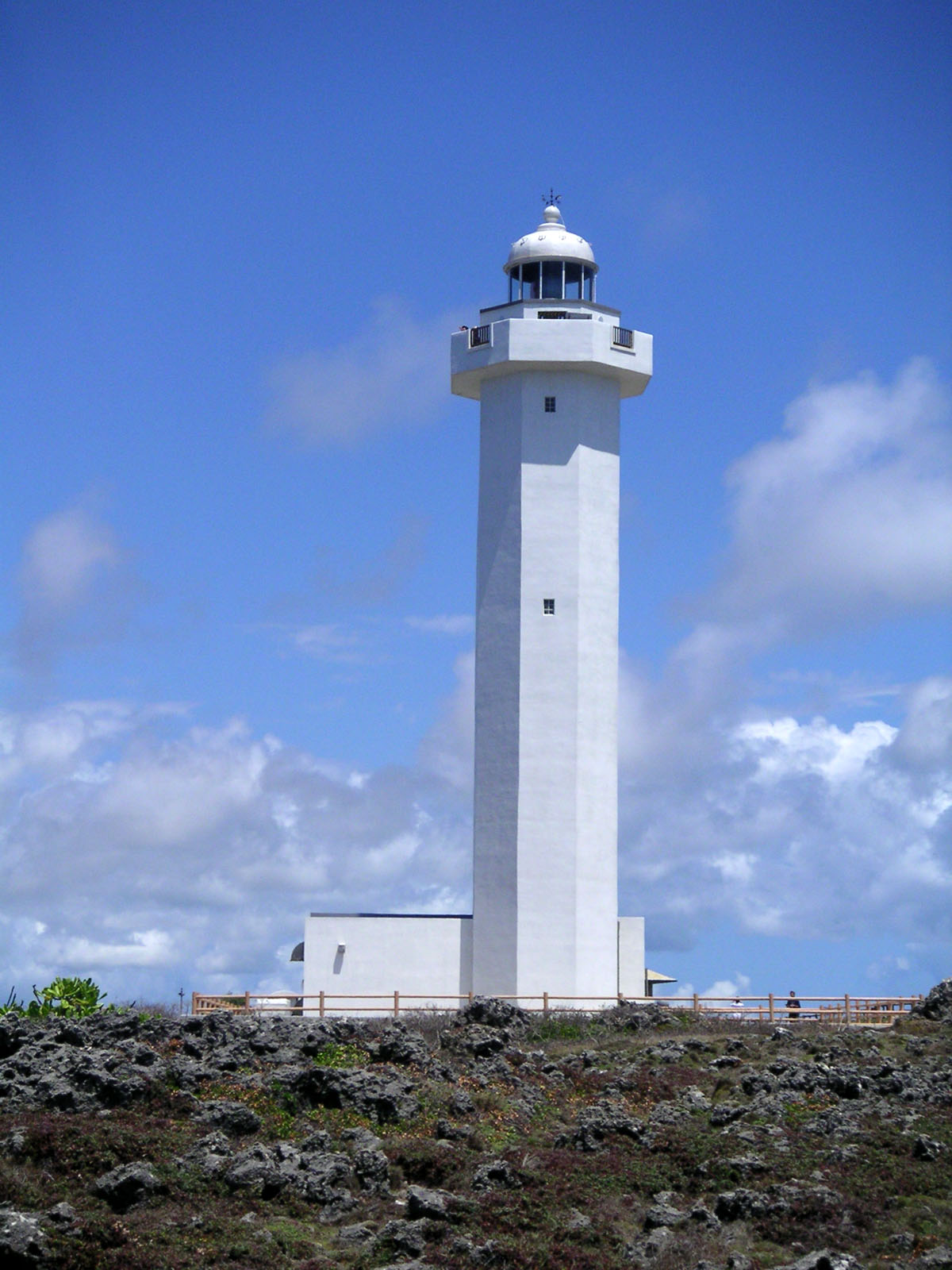
岬の先端側から
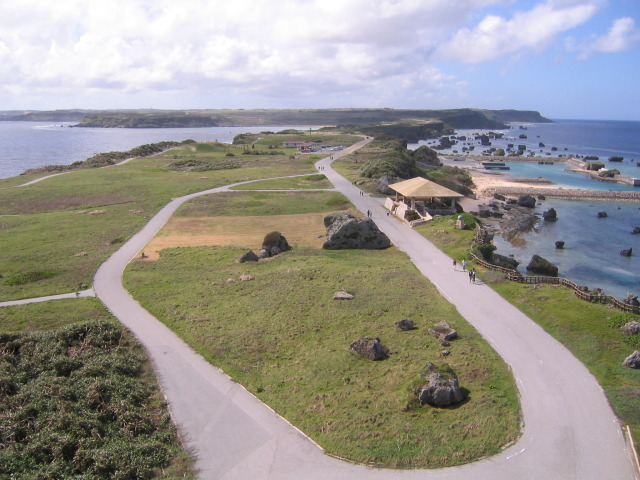
平安名埼灯台から東平安名岬を見返す
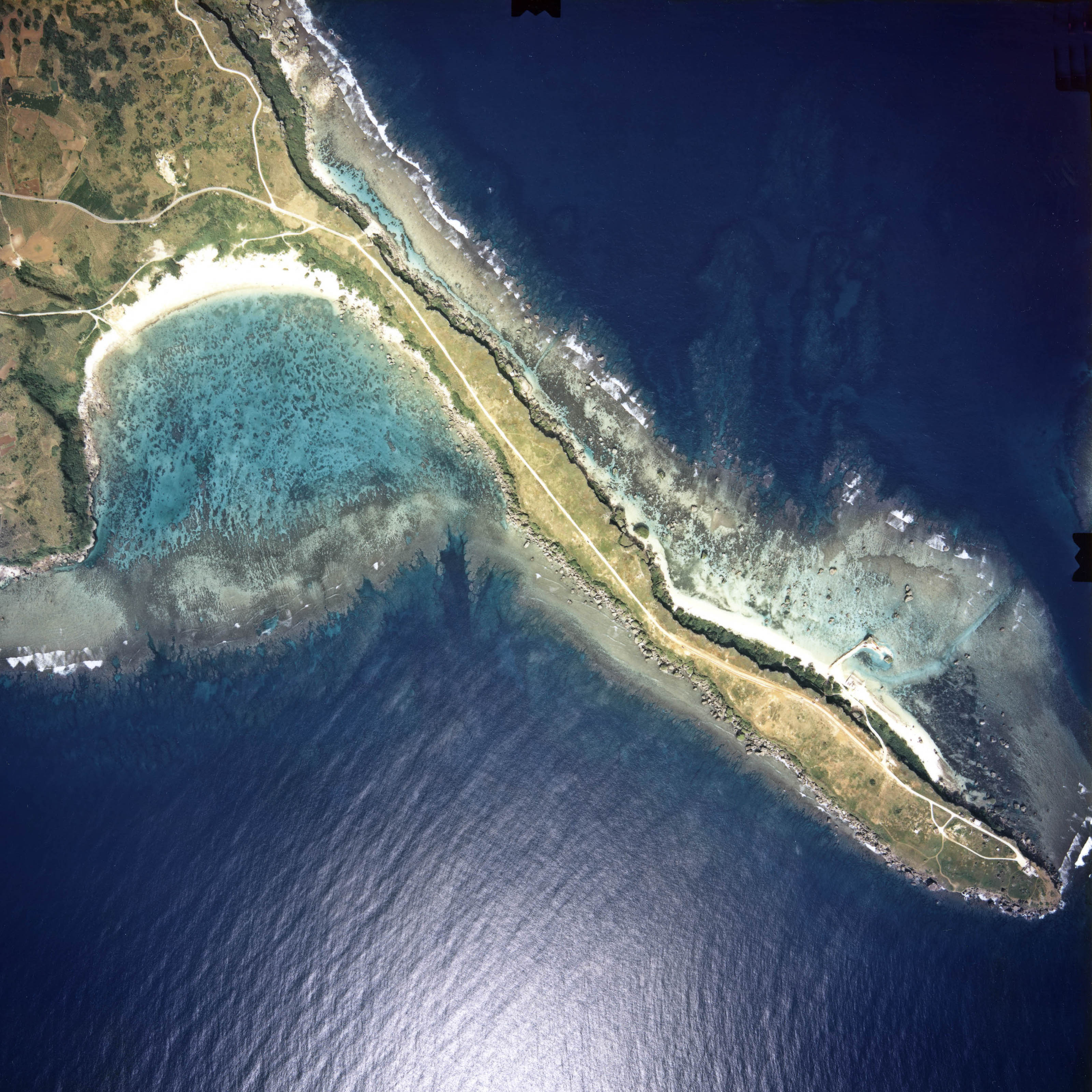
東平安名岬 平安名埼灯台は先端部に位置する

- 平安名埼と平安名埼灯台
- 東平安名岬
平安名埼灯台は先端部に位置する